# بیت العزه
بیت العزة خانه‌ای است در اولین طبقه آسمان که خداوند در شب قدر، قرآن کریم را از لوح محفوظ و در یک مرتبه بر محمد، پیامبر اسلام نازل کرده است. محمد بن جریر طبری روایت کرده که در هر بهشت خانه‌ای است رو به کعبه، پس آن خانه که در آسمان هفتم است بیت المعمور، و آن خانه که در پایین‌ترین طبقه آسمان است، بیت العزة نامیده می‌شود.
نسائی در سنن النسائی، حکیم نیشابوری در مستدرک الحکیم، ابن ابی شیبه در مصنف بن ابی شیبه، و بیهقی در اسماء و صفات از حسن بن حارث روایت کرده اند از سعید بن جبیر از عبدالله بن عباس که فرمود: «فصل القرآن من الذکر، فوضع فی بیت العزة فی السماء الدنیا، فجعل جبریل علیه السلام ینزله علی النبی صلی الله علیه وسلم، ویرتله ترتیلا» (به این معنی که قرآن از لوح محفوظ جدا گشت و در بیت العزه که در آسمان دنیاست قرار گرفت، و سپس جبریل علیه السلام آن را (به مرور) بر پیامبر صلی الله علیه وسلم نازل کرد و آیات آن را برایش به صورت ترتیل تلاوت کرد).

## چگونگی نزول قرآن
در خصوص چگونگی نزول قرآن دو نظریه وجود دارد؛ یک اینکه قرآن به صورت یکباره بر پیامبر اسلام نازل شده است (نزول دفعی) و دو اینکه قرآن به صور تدریجی بر ایشان نازل گشته است (نزول تدریجی). از روایات چنین بر می آید که بیت العزة محل نزول دفعی قرآن است.